# Ministre-président de Saxe
Le ministre-président de Saxe (en allemand : Ministerpräsident von Sachsen) est le chef du gouvernement de l'État libre de Saxe.

## Siège
Le ministre-président siège dans le bâtiment de la Chancellerie d’État de Saxe à Dresde.

## Historique des titulaires
| Nom                               | Nom                | Parti | Dates                                                          | Cabinets     | Majorité       | Majorité       |
| --------------------------------- | ------------------ | ----- | -------------------------------------------------------------- | ------------ | -------------- | -------------- |
| Administration militaire puis RDA |                    |       |                                                                |              |                |                |
|                                   | Rudolf Friedrichs  | SED   | 4 juillet 1945 – 13 juin 1947 (1 an, 11 mois et 9 jours)       | Friedrichs I | Pas d'élection | Pas d'élection |
| Friedrichs II                     | Rudolf Friedrichs  | SED   | 4 juillet 1945 – 13 juin 1947 (1 an, 11 mois et 9 jours)       | 98 / 100     |                |                |
|                                   | Max Seydewitz      | SED   | 31 juillet 1947 – 23 juillet 1952 (4 ans, 11 mois et 22 jours) | 98 / 100     | Seydewitz I    |                |
| Seydewitz II                      | Max Seydewitz      | SED   | 31 juillet 1947 – 23 juillet 1952 (4 ans, 11 mois et 22 jours) | 80 / 100     |                |                |
| Allemagne réunifiée               |                    |       |                                                                |              |                |                |
|                                   | Kurt Biedenkopf    | CDU   | 27 octobre 1990 – 18 avril 2002 (11 ans, 5 mois et 22 jours)   | Biedenkopf I | 92 / 160       | CDU            |
| Biedenkopf II                     | Kurt Biedenkopf    | CDU   | 27 octobre 1990 – 18 avril 2002 (11 ans, 5 mois et 22 jours)   | 77 / 120     | CDU            |                |
| Biedenkopf III                    | Kurt Biedenkopf    | CDU   | 27 octobre 1990 – 18 avril 2002 (11 ans, 5 mois et 22 jours)   | 76 / 120     | CDU            |                |
|                                   | Georg Milbradt     | CDU   | 18 avril 2002 – 28 mai 2008 (6 ans, 1 mois et 10 jours)        | 76 / 120     | CDU            | Milbradt I     |
| Milbradt II                       | Georg Milbradt     | CDU   | 18 avril 2002 – 28 mai 2008 (6 ans, 1 mois et 10 jours)        | 68 / 124     | CDU-SPD        |                |
|                                   | Stanislaw Tillich  | CDU   | 28 mai 2008 – 13 décembre 2017 (9 ans, 6 mois et 15 jours)     | 68 / 124     | CDU-SPD        | Tillich I      |
| Tillich II                        | Stanislaw Tillich  | CDU   | 28 mai 2008 – 13 décembre 2017 (9 ans, 6 mois et 15 jours)     | 72 / 132     | CDU-FDP        |                |
| Tillich III                       | Stanislaw Tillich  | CDU   | 28 mai 2008 – 13 décembre 2017 (9 ans, 6 mois et 15 jours)     | 77 / 126     | CDU-SPD        |                |
|                                   | Michael Kretschmer | CDU   | Depuis le 13 décembre 2017 (7 ans, 3 mois et 3 jours)          | 77 / 126     | CDU-SPD        | Kretschmer I   |
| Kretschmer II                     | Michael Kretschmer | CDU   | Depuis le 13 décembre 2017 (7 ans, 3 mois et 3 jours)          | 67 / 119     | CDU-Grünen-SPD |                |
| Kretschmer III                    | Michael Kretschmer | CDU   | Depuis le 13 décembre 2017 (7 ans, 3 mois et 3 jours)          | 51 / 120     | CDU-SPD        |                |